# Championnat de France de rugby à XV de 2e division 2001-2002
Navigation
Élite 2 2000-2001 Pro D2 2002-2003
Le Championnat de France de rugby à XV de 2e division 2001-2002 ou Pro D2 2001-2002 oppose seize clubs professionnels français pour le gain d'une place dans le Top 16. Les équipes s'affrontent en matchs aller retour du 1er septembre 2001 au 2 juin 2002. Les clubs terminant 1er et second du classement à l'issue de la saison sont promus en 1re division ;  les deux derniers descendent en 1re division fédérale. 
Le Stade montois est champion de Pro D2 pour la saison 2001-2002 et accède au top 16 pour la saison 2002-2003 en compagnie du FC Grenoble. Les équipes du US Tours et du FCS Rumilly sont reléguées en Fédérale 1 et remplacées par les nouveaux promus : le SC Albi et le Lyon OU.

## Classement
| Rang | Club                  | J  | V  | N | D  | Pm   | Pe  | Diff | Pts |
| ---- | --------------------- | -- | -- | - | -- | ---- | --- | ---- | --- |
| 1    | Stade montois (R)     | 30 | 25 | 1 | 4  | 939  | 563 | +376 | 81  |
| 2    | FC Grenoble (R)       | 30 | 24 | 1 | 5  | 892  | 500 | +392 | 79  |
| 3    | CA Brive (R)          | 30 | 22 | 0 | 8  | 1009 | 516 | +493 | 74  |
| 4    | Lannemezan Tarbes     | 30 | 20 | 2 | 8  | 819  | 528 | +291 | 72  |
| 5    | FC Auch (R)           | 30 | 16 | 1 | 13 | 756  | 689 | +67  | 63  |
| 6    | RC Toulon             | 30 | 15 | 2 | 13 | 729  | 640 | +89  | 62  |
| 7    | Montpellier HR        | 30 | 16 | 0 | 14 | 770  | 706 | +64  | 62  |
| 8    | Stade aurillacois (R) | 30 | 14 | 2 | 14 | 694  | 743 | -49  | 60  |
| 9    | Aviron bayonnais      | 30 | 12 | 3 | 15 | 652  | 686 | -34  | 57  |
| 10   | US Tyrosse            | 30 | 10 | 2 | 18 | 657  | 808 | -151 | 52  |
| 11   | RC Aubenas            | 30 | 11 | 0 | 19 | 571  | 770 | -199 | 52  |
| 12   | US Marmande           | 30 | 10 | 1 | 19 | 637  | 854 | -217 | 51  |
| 13   | Métro Racing 92       | 30 | 10 | 1 | 19 | 530  | 741 | -211 | 51  |
| 14   | CA Périgueux (R)      | 30 | 9  | 3 | 18 | 541  | 864 | -323 | 51  |
| 15   | US Tours (P)          | 30 | 9  | 1 | 20 | 559  | 795 | -236 | 49  |
| 16   | RCS Rumilly           | 30 | 6  | 2 | 22 | 471  | 823 | -352 | 44  |

|  | Champion de France de Pro D2, promu en Top 14 (no 1) |
|  | Promu en Top 14 (no 2)                               |
|  | Relégation en Fédérale 1 (no 15 et no 16)            |
|  | R : relégués 2001 P : promu de Nationale 1 2000-2001 |

Attribution des points : victoire sur tapis vert : ?, victoire : 3, match nul : 2, défaite : 1, forfait : 0.
Règles de classement : ?